# Jan Linnebjerg
Jan Linnebjerg (født 31. januar 1960 i Herning) er en dansk skuespiller, der er uddannet på Statens Teaterskole (1983-1986).
Han fik sit gennembrud som julenissen Pyrus i julekalenderen Alletiders Jul, der blev sendt på TV 2 i 1994. Han spillede desuden selvsamme nisse i opfølgerne Alletiders Nisse (1995), Alletiders Julemand (1997), Pyrus i Alletiders Eventyr (2000), samt filmen Pyrus på pletten (2000). Siden medvirkede han i TV2's julekalender Mikkel og Guldkortet (2008), hvor han spiller klasselæreren Palle.
Derudover har han spillet med i programmet Bølle-Bob show, der blev vist på TV 2 og filmen Bølle Bob og Smukke Sally fra 2005.
I 2008 medvirkede han i underholdningsprogrammet Varm på is. I 2015 medvirkede han i en adventskalender sammen med Chili Klaus, hvor de spiste fire ekstremt stærke chilifrugter.
Sammen med skuespiller Peter Gantzler driver Linnebjerg en golfbane i Ølstykke.
Jan instruerede i 2005 Vikingespillet Gorm og Thyra i Frederikssund.
I 2022 udkom dokumentaren Nissen flytter altid med om Jan Linnebjergs liv og hans afskedsturné med Pyrus.

## Filmografi

### Film
- 1989 17 op - Sallys Bizniz
- 1989 En fremmed piges dagbog
- 1998 Bølle-Bob
- 2000 Pyrus på pletten
- 2005 Bølle Bob og Smukke Sally
- 2008 A Viking Saga

### Tv
- 1987 Een gang strømer...
- 1994 Alletiders Jul
- 1995 Alletiders Nisse
- 1997 Bryggeren
- 1997 Alletiders Julemand
- 2000 Pyrus i Alletiders Eventyr
- 2008 Mikkel og Guldkortet
- 2025 Generationer

## Eksterne Henvisninger
- Jan Linnebjerg på Internet Movie Database (engelsk)
- Jan Linnebjerg på Filmdatabasen
- Jan Linnebjerg på danskefilm.dk
- Jan Linnebjerg på danskfilmogtv.dk
- Jan Linnebjerg på Scope
- Jan Linnebjerg på The Movie Database (engelsk)
- Jan Linnebjerg på danskefilmstemmer.dk

|  | Artiklen om skuespilleren Jan Linnebjerg kan blive bedre, hvis der indsættes et (bedre) billede. Du kan hjælpe ved at uploade et godt billede til Wikimedia Commons iht. de tilladte licenser og indsætte det i artiklen. Eller du kan søge efter eksisterende filer på Wikimedia Commons eller på Flickr - fx med værktøjet Free Image Search Tool. |